# 1895 en sport automobile
Chronologie du Sport automobile
1894 en sport automobile - 1895 en sport automobile - 1896 en sport automobile
Les faits marquants de l'année 1895 en Sport automobile

## Par mois

### Mai
- 18 mai : course automobile italienne de Turin à Asti et retour. Simone Federman s’impose sur une Daimler.

### Juin
- 11 - 15 juin : première édition de la course automobile Paris-Bordeaux-Paris. 22 concurrents. Après 59 h 48 de course, la victoire fut décernée à Paul Koechlin sur sa Peugeot no 16.

### Novembre
- 1er novembre : fondation de l'Automobile Club de Chicago.
- 12 novembre : fondation de l’Automobile Club de France, association créée par le marquis Jules-Albert de Dion et le baron de Zuylen, dans le but de faire connaître le monde automobile. L'Automobile-Club organise de nombreuses courses et fut le créateur du premier Grand Prix de l'histoire automobile en 1906, avec le Grand Prix de l'Automobile-Club de France.
- 28 novembre : Le concours du Chicago Times Herald est l'une des premières courses automobiles aux États-Unis, de Chicago à Evanston, un aller-retour de 85 km.

## Naissances
- 17 janvier : John Duff, pilote de course canadien. († 8 janvier 1958).
- 20 février : Louis Zborowski, pilote automobile britannique d'origine polonaise, († 19 octobre 1924).
- 19 avril : Joseph Charles Georges "José" Scaron, pilote automobile franco-belge, († 17 juillet 1975).
- 10 novembre : Mildred Bruce, pilote automobile, pilote de hors-bords, aviatrice, écuyère et femme d'affaires. († 21 mai 1990).
- 18 décembre : Gaspare Bona, pilote automobile sur circuit, aviateur, compositeur et directeur de société italien. († 25 novembre 1940).